# Shrooms
Pour plus de détails, voir Fiche technique et Distribution.
Shrooms (Mush) est un film d'horreur irlandais réalisé par Paddy Breathnach et sorti en février 2007.

## Synopsis
Un groupe de jeunes se rend en Irlande pour un trip entre amis. Ils rejoignent un ami, Jake, qui connaît bien les champignons hallucinogènes et qui connaît un endroit pour s'en procurer sans personne pour les déranger. Une fois arrivés à l'endroit souhaité, ils se séparent et recherchent des psilocybes. Jake précise qu'il ne faut surtout pas manger le psilocybe « tête de mort » car il contient du poison et qu'il peut tuer les personnes qui le consomment. Le soir, ils ont mis les champignons à cuire pour le lendemain et Jake raconte une légende qui effraye tous les autres personnages. Le lendemain matin, les personnages mangent leur champignon et leur trip commence déjà car ils se rendent compte qu'il manque un de leurs amis. Ils se séparent en deux groupes dans la forêt pour le chercher. En cherchant leur ami, les filles voient des choses et pensent que la légende est réelle… Prises de peur, elles se mettent à courir pour retrouver les garçons et retrouvent leur ami qui avait disparu. Encore plus paniquées, elles ne savent plus si ce qu'elles voient est réel ou si cela est dû aux hallucinations. Perdus au milieu de la forêt, les deux groupes se cherchent désespérément..

## Fiche technique
- Titre original : Shrooms
- Réalisation : Paddy Breathnach
- Scénario : Pearse Elliott
- Production : Treasure Entertainments
- Distribution : Bac Films
- Durée : 84 minutes
- Dimension 16 × 9 Panoramique/Widescreen
- Musique : Dario Marianelli
- Genre : Comédie horrifique
- Interdit aux moins de 12 ans

## Distribution
- Jack Huston (VF : Christophe Lemoine) : Jake
- Lindsey Haun (VF : Céline Ronté) : Tara
- Max Kasch : Troy
- Alice Greczyn : Holly
- Robert Hoffman : Bluto
- Maya Hazen : Lisa
- Sean McGinley : Ernie
- Don Wycherley : Bernie

## Article annexe
- Psychotrope au cinéma et à la télévision